# Alex Gerry
Pour les articles homonymes, voir Gerry.
Alex Gerry est un acteur américain. Il est né le 6 octobre 1904 à Manhattan et est décédé le 18 mai 1993  à Ventura County, Californie.

## Filmographie
- 1950 : Une rousse obstinée (The Reformer and the Redhead), de Melvin Frank et Norman Panama
- 1952 : Le Chanteur de jazz (The Jazz Singer) de Michael Curtiz
- 1952 : Ruse d'amour (Love Is Better Than Ever) de Stanley Donen
- 1953 : Lili, de Charles Walters
- 1953 : The Kid from Left Field de Harmon Jones
- 1955 : Tout ce que le ciel permet, de Douglas Sirk
- 1956 : Infamie, de Russell Birdwell
- 1957 : Drôle de frimousse, de Stanley Donen
- 1958 : Le Démon de midi, de Blake Edwards
- 1959 : Confidences sur l'oreiller, de Michael Gordon
- 1960 : Le Dingue du palace (The Bellboy) de Jerry Lewis
- 1961 : Le Tombeur de ces dames, de Jerry Lewis
- 1964 : Ma sorcière bien-aimée – Série télévisée
- 1966 : Ma sorcière bien-aimée – Série télévisée
- 1967 : Les Mystères de l'Ouest (The Wild Wild West), (série TV) - Saison 3 épisode 12, La Nuit de la Légion de la Mort (The Night of the Legion of Death), de Alex Nicol : Le Juge
- 1968 : Les Envahisseurs (The Invaders) (série TV) : saison 2, épisode 26 (Inquisition (Inquisition) ) : Sénateur Robert Breeding
- 1970 : How Do I Love Thee?, de Michael Gordon